# عشق در زمان پول داشتن
عشق در زمان پول داشتن (به انگلیسی: Love in the Time of Money) فیلمی محصول سال ۲۰۰۲ و به کارگردانی ویل آدیسون است. در این فیلم بازیگرانی همچون استیو بوشمی، ویرا فارمیگا، رزاریو داوسون، جیل هنسی، مالکوم گتس، مایکل امپریولی، آدریان گرنیر، دومنیک لامباردوتزی و تامارا جنکینس ایفای نقش کرده‌اند.